# Måløy
Måløy is een plaats in de Noorse gemeente Vågsøy, provincie Vestland. Måløy telt 3.003 inwoners (2007) en heeft een oppervlakte van 2,08 km². Sinds 1997 mag het zich stad noemen.
Måløy is een van de belangrijkste vissershavens van Noorwegen. De inwoners leven vrijwel uitsluitend van de visvangst en -verwerking. Het is een aanlegplaats op de Hurtigruten. 
Bijzonder is de Kannesteinen, een merkwaardig geërodeerde rots op het strand ten noorden van Måløy

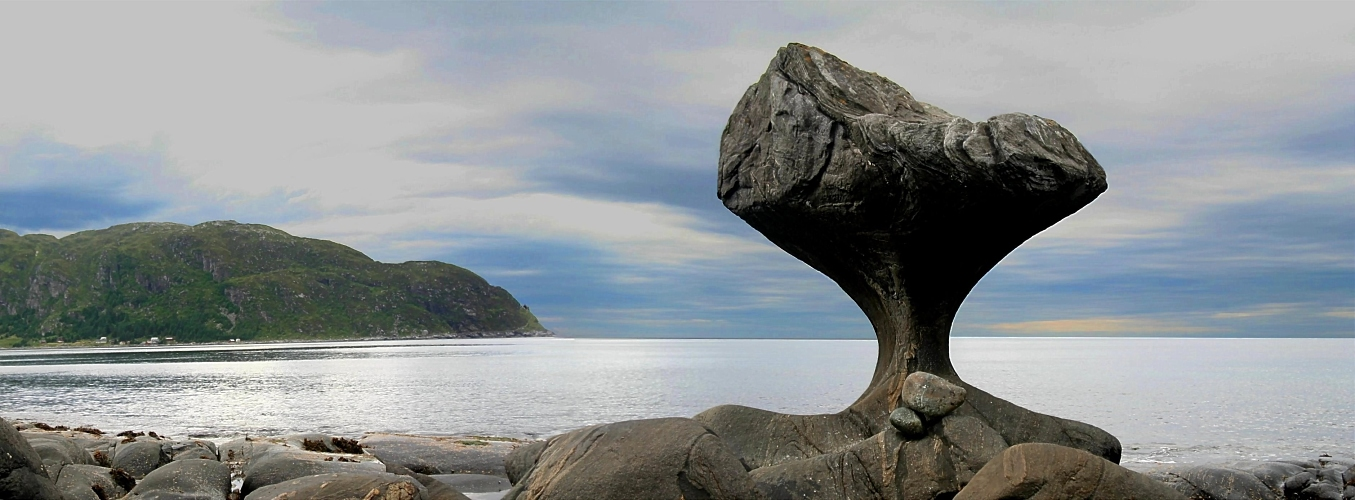
De Kannesteinen bij Måløy